# Battaglia dell'Amba Alagi
La battaglia dell'Amba Alagi fu una celebre battaglia avvenuta durante la guerra di Abissinia, presso il monte Amba Alagi, nell'acrocoro etiope. Il 7 dicembre 1895 il presidio italiano comandato dal maggiore Pietro Toselli, composto da 2 300 uomini tra nazionali ed indigeni, venne assalito da circa 30 000 abissini; nello scontro, le forze italiane vennero completamente annientate.

## Antefatti
La montagna dell'Amba Alagi si trova nella regione di Tigrè, ed è posta sulla principale via che collega l'Etiopia all'Eritrea, all'epoca una colonia italiana; per via della sua posizione strategica, la montagna era stata temporaneamente occupata, nell'ambito dell'invasione italiana del Tigrè, il 13 ottobre 1895 da un contingente di truppe al comando del generale Giuseppe Arimondi, nominato poi comandante delle forze italiane dislocate nella regione. Il 16 novembre, informato che un grosso esercito etiope al comando del negus Menelik si stava ammassando ai confini della regione, Arimondi inviò sulla montagna, con compiti di osservazione e presidio, una compagnia del III Battaglione indigeni al comando del capitano Persico, rinforzandola il 24 novembre con un contingente più numeroso, composto dal IV Battaglione indigeni (4 compagnie), una serie di bande irregolari eritree al comando di ras Sebath e Scech Thala, e una batteria di artiglieria con quattro cannoni 7 BR Ret. Mont., il tutto posto al comando del maggiore Pietro Toselli; in totale, il maggiore poteva contare su 2 350 uomini tra italiani ed indigeni del Regio corpo truppe coloniali d'Eritrea.
Il 27 novembre Toselli si spinse in ricognizione con un piccolo distaccamento verso il villaggio di Belagò, a nord di Mai Ceu, da dove la sera del 28 avvistò i fuochi di un grosso accampamento; si trattava dell'avanguardia del principale esercito etiope, forte di 30 000 uomini posti al comando del cugino del negus, ras Mekonnen Welde Mikaél. Toselli ripiegò sul villaggio di Atzalà, più vicino all'Amba Alagi, inviando anche il 30 novembre un messaggio ad Arimondi informandolo dell'avvistamento. Arimondi ritrasmise il messaggio di Toselli al comandante in capo delle truppe italiane in Eritrea, generale Oreste Baratieri, da poco tornato nella colonia dopo un viaggio in Italia, ed iniziò a radunare truppe nella città di Macallè.
Il 1º dicembre, gli avamposti italiani ad Atzalà scambiarono alcuni colpi con le truppe di testa della colonna di Mekonnen, dando così inizio alle ostilità; conscio della schiacciante inferiorità numerica, Toselli fece ripiegare tutte le sue truppe sull'Amba Alagi il 4 dicembre, chiedendo istruzioni ad Arimondi. Il generale ordinò di mantenere la posizione ed informò Toselli che il 6 dicembre sarebbe giunto egli stesso con un contingente di rinforzo, ma il 5 dicembre Arimondi ricevette l'ordine da Baratieri di non muoversi da Macallè e di far ripiegare sulla città il contingente di Toselli, mantenendo il contatto con il nemico; il messaggio con l'ordine di ripiegamento non raggiunse mai Toselli, che, ubbidendo al precedente ordine di resistere in attesa dei rinforzi, si preparò al combattimento sull'Amba.

## La battaglia
Prevedendo di combattere il giorno seguente, la sera del 6 dicembre Toselli dispose le sue truppe a difesa del versante sud dell'Amba: sulla sinistra, a difesa del passo di Falgà, vennero schierate le bande irregolari di ras Sebath con, in appoggio, la compagnia ascari del capitano Adriano Issel, mentre la compagnia del capitano Canovetti venne posta più avanti, in direzione di Atzalà, a difesa del passo Alangi; al centro, in una spianata a sud-ovest della vetta dell'Amba, vennero schierate la batteria d'artiglieria e la compagnia del capitano Persico, con dietro, in riserva, le compagnie dei capitani Domenico Ricci (1859-1895) e Bruzzi Alieti; sulla destra, a difesa del colle Togorà, vennero poste le bande irregolari di Scech Thala e del tenente Volpicelli.
La battaglia ebbe inizio alle 6:30 del 7 dicembre, quando una colonna etiope attaccò frontalmente le posizioni della compagnia Canovetti, venendo respinta con gravi perdite. Poco dopo, una colonna etiope guidata da ras Oliè, compiendo una manovra aggirante, si abbatté sulla banda di ras Sebath presso il passo di Falgà, obbligandola a ripiegare sulla posizione tenuta dalla compagnia ascari di Issel; la posizione di Issel, rinforzata dalla compagnia di Canovetti accorsa in appoggio, venne investita da grossi contingenti nemici, ma riuscì a resistere. Verso le 9:00, Toselli inviò in appoggio all'ala sinistra la compagnia ascari di Ricci, che giunse giusto in tempo per respingere un nuovo attacco condotto dalle truppe di ras Mekonnen e ras Mikael.
Verso le 10:00 gli etiopi impiegarono il grosso delle forze, attaccando la destra italiana con i contingenti di ras Alula Engida e ras Mangascià, il centro con le truppe di ras Mekonnen e ras Mikael, e la sinistra italiana di nuovo con le truppe di ras Oliè. Pressato da tre lati, alle 12:30 Toselli ordinò alle truppe dell'ala sinistra di ripiegare a ridosso dell'Amba, mentre le salmerie venivano predisposte per la ritirata generale attraverso il colle Togorà sotto la protezione di una centuria al comando del tenente Pagella. Alle 12:40 Toselli diede ordine di iniziare la ritirata a scaglioni, sotto la protezione della compagnia del ten. Carlo Bruzzi Alieti; ben presto però le masse etiopi, in schiacciante superiorità numerica, furono in grado di dilagare sulla spianata davanti alla vetta dell'Amba, travolgendo le truppe di Bruzzi ivi attestate. Quando anche la resistenza delle bande dell'ala destra cedette, la ritirata si trasformò in una fuga disordinata, e i reparti italiani furono annientati. Il maggiore Toselli, che procedeva in coda alla colonna in ritirata insieme ai capitani Canovetti, Persico e Angherà, venne ucciso dagli etiopi con i suoi ufficiali nei pressi della chiesa di Endà Medàni Alèm (o di Bet Mariàm). Il contingente di Toselli venne quasi completamente annientato, con la perdita di 19 ufficiali e 20 graduati e soldati italiani, e di circa 2 000 tra ascari ed irregolari.
I pochi superstiti, guidati ora dai tenenti Pagella e Bodrero, raggiunsero alle 16:30 il villaggio di Adrerà, dove trovarono una colonna di 1 500 ascari italiani guidati dal generale Arimondi, partita la sera del 6 dicembre da Macallè per appoggiare il previsto ripiegamento di Toselli; raccolti i superstiti, la colonna, sotto attacco da parte degli etiopi, ripiegò in direzione di Macallè, ove giunse all'alba del giorno dopo.